# Вильгельм Буржский
Вильгельм Буржский (фр. Guillaume de Bourges, 1150-е, Невер — 10 января 1209, Бурж) — французский католический прелат, архиепископ Буржский с 1200 года до своей смерти. Святой Римско-католической церкви.
Канонизирован 17 мая 1218 года папой Гонорием III; покровитель Парижского университета.
День памяти — 10 января.

## Биография
Родился около 1140 года в замке Артель близ Невера в древней семье графов Неверских. Один из восьми детей Бодуэном де Корбея и Евстахии де Шатийон. Его отец прочил сыну военную карьеру, но Гийом выбрал церковь.
Архидиакон Суассона Пьер — дядя по материнской линии — занимался его образованием. Он стал каноником в Суассоне, а затем в Париже. Некоторое время спустя он решил удалился от мира и вступил в орден грандмонтинцев. Какое-то время жил среди них, практикуя аскезы, но в 1167 году разногласия среди членов ордена побудили его присоединиться к цистерцианцам в аббатстве Понтиньи на севере Франции, где вскоре был избран приором. В 1184 году назначен аббатом Фонтен-Жана близ Санса, а в 1187—1200 годах был аббатом Шали близ Санлиса.
В 1200 году священники Буржа избрали его новым архиепископом Буржа. Вильгельм не был доволен этим решением, но генеральный настоятель его ордена наказал ему согласиться на высокий пост. Даже папа Иннокентий III побуждал его принять назначение. став архиепископом, он продолжал строго соблюдать аскезы: воздерживался от мяса и носил власяницу.
Вильгельм сыграл важную роль в продолжающемся строительстве готического Буржского собор, которое начал его предшественник в 1195 году. Он также защищал дела духовенства от государственного вмешательства. Однажды он навлек на себя гнев короля Филиппа II, когда ввёл интердикт папы Иннокентия III против его развода с женой.
Он был в процессе подготовки к походу против альбигойцев, когда в 1209 году умер стоя на коленях у алтаря. В своём завещании он просил, чтобы его похоронили в власянице. Некоторые утверждали, что он совершил восемнадцать чудес при жизни и что ещё восемнадцать после своей смерти.